# Roger Cañas
Roger Cañas Henao (Medellín, 27 marzo 1990) è un calciatore colombiano, centrocampista dello Shahter Qaraǵandy.

## Carriera
Ha giocato in patria, collezionando 4 partite in Copa Libetadores, quindi nel campionato lituano, polacco, russo (col Sibir, anche 2 partite in Europa League) e kazako (con Shakhter Karagandy, con cui ha preso parte a 14 partite internazionali, segnando 2 gol).
Segna la prima rete dello Shakhter Karagandy in una fase a gironi di una competizione europea, il 19 settembre 2013 in Europa League contro il PAOK su rigore (la partita invece finirà 2-1 per i greci).
Segna anche l'ultimo gol della squadra kazaka nell'Europa League 2013-2014 il 12 dicembre 2013 contro il Maccabi Haifa in Israele, che è terminata 2-1 per i padroni di casa.
A partire dal 2 febbraio 2014 è un giocatore dell'Astana, altra squadra kazaka. Proprio con l'Astana, Cañas avrà modo di debuttare in Champions League nell'edizione 2015-2016: alla seconda giornata, in casa contro il Galatasaray, un suo colpo di testa al minuto 89 è valso il 2-2 e il primo storico punto del club nella competizione (ufficialmente è stato però attribuito un autogol al difensore dei turchi Lionel Carole, per un intervento sottoporta errato).

## Palmarès

### Club

#### Competizioni nazionali
- Campionato colombiano: 1

Independiente Medellin: 2009
- Campionato kazako: 4

Şaxter Qarağandı: 2012
Astana: 2014, 2015, 2016
- Coppa del Kazakistan: 2

Şaxter Qarağandı: 2013
Astana: 2016
- Supercoppa del Kazakistan: 2

Şaxter Qarağandı: 2013
Astana: 2015
- Campionato cipriota: 1

APOEL: 2016-2017